# Архелай (царь Спарты)
Архелай (др.-греч. Ἀρχέλαος) — царь Спарты из рода Агиадов IX или VIII века до н. э., правил совместно с Харилаем из Еврипонтидов. Сын царя Агесилая I. Во время правления Архелая древнегреческий политический деятель Ликург провёл свои реформы в спартанском законодательстве. Вместе с Харилаем царь после благословения дельфийского оракула захватил город Эгис на юге Аркадии. Преемником Архелая стал его сын Телекл.

## Биография
Архелай — сын царя Агесилая I. Его соправителем из рода Еврипонтидов был Харилай. По мнению британского историка Пола Картледжа, Архелай и Харилай являются первыми спартанскими царями-соправителями. Эстонский историк Майт Кыйв также отмечает, что это первая пара царей, о совместных действиях которых упоминается в источниках. Картледж относит период правления Архелая и Харилая к 775—760 годам до н. э., историки Джордж Форрест и Джозеф Фонтенроуз — к 775—750 годам до н. э.. Согласно хронологии историков Эдварда Покока, Джона Бриджеса Оттли и Джона Ратта, Архелай должен был править в 879—819 годах до н. э., по Диодору Сицилийскому — в 885—826 годах до н. э.
Спартанцы тосковали по Ликургу, покинувшего страну ещё в младенчестве Харилая из-за распространения слухов о нём со стороны матери Харилая и её родственников. Они видели в нём сущность руководителя и наставника, а также говорили, что царей от народа отличали лишь титул и почести. Цари также ожидали Ликурга, надеясь, что по его прибытии люди станут уважительнее к ним относится. Ликург обратился в к дельфийскому оракулу. Пифия назвала его боголюбезным и сказала, что Аполлон дарует спартанцам порядки лучшие, чем в других государствах. Ободрённым этим, Ликург вернулся в Спарту, начав изменять государственное устройство. Ликург собрал широкий круг людей для осуществления своего плана. Когда наступило нужное время, он приказал 30 знатным мужчинам в полном вооружении выйти на площадь, чтобы внушить страх возможным сопротивленцам. Приняв это за мятеж, Харилай спрятался в храме Афины Меднодомной, но после уговоров вышел из него. На это Архелай сказал, что его соправитель не мог гневаться даже на своих врагов.
Во время правления Харилая и Архелая Ликург провёл реформы в спартанском законодательстве, которые ограничили, но при этом укрепили власть царей. Одна из них — герусия, совет из 28 старейшин и 2 царей, решающий споры. Если раньше цари пытались достигнуть единовластия, то отныне они входили в герусию и могли принять решения только совместно с остальными её членами. Прежняя власть царей распространялась только на войне. Помимо герусии, Ликург ввёл устную конституцию Большую Ретру, народное собрание апеллу, возможно, эфоров и др.
Согласно Картледжу, около второй половины VIII века до н. э. дельфийский оракул благословил завоевание города Эгиса на юге Аркадии, приказав посвятить Аполлону половину полученных земель. Архелай вместе с Харилаем захватили его, обратив жителей в рабство. Современные учёные считают слова оракула подлинными. По мнению Картледжа, их истинность доказывают установленные Спартой религиозно-политические отношения с Дельфами и совместное действие царей в завоевании. По мнению профессора Ирландского национального университета в Мейнуте Джорджа Леонарда Хаксли, скириты были союзниками спартанцев во время захвата Эгиса.
По мнению Диодора Сицилийского, Архелай правил 60 лет. Преемником царя стал его сын Телекл.

### Античные источники
- Геродот. Геродот. История в 9 кн. / Пер., предисл. и указатель Ф. Г. Мищенко. — 2-е. — М.: тип. Е. Г. Потапова, 1888. — Т. 2.
- Диодор Сицилийский. Греческая мифология (Историческая библиотека) / перевод с древнегреческого О. П. Цыбенко. — М.: Лабиринт, 2000. — 224 с. — ISBN 5-87604-091-6.
- Павсаний. Описание Эллады / перевод с древнегреческого С. П. Кондратьева. — СПб.: Алетейя, 1996. — Т. 1. — ISBN 5-89329-006-2.
- Плутарх. Сравнительные жизнеописания в двух томах / Изд. подгот. С. С. Аверинцев, М. Л. Гаспаров, С. П. Маркиш. — 2-е. — М.: Наука, 1994. — Т. 1. — ISBN 5-02-011570-3.

### Современные источники

#### На русском языке
- Ботвинник М. Н., Стратановский Г. А. Знаменитые греки. — 2-е изд. — М.: Просвещение, 1968.
- Зайков А. В. Скириты и вопрос о лакедемонском гражданстве // Исседон - ΙΣΣΕΔΩΝ: Альманах по древней истории и культуре. — 2007. — Т. 4. — С. 26—58.

#### На других языках
- Cartledge P. Sparta and Lakonia: A Regional History 1300—362 BC (англ.). — second edition. — London and New York, 2002. — ISBN 0-203-47223-3.
- Fontenrose J. The Delphic Oracle, Its Responses and Operations, with a Catalogue of Responses (англ.). — Berkeley: University of California Press, 1978. — ISBN 0-520-03360-4.
- Forrest W. G. History of Sparta (англ.). — New York: Norton, 1986.
- Gelzer H. Lykurg und die delphische Priesterschaft (нем.) // Rheinisches Museum für Philologie. — 1873. — Bd. 28. — S. 1—55. — JSTOR 23216124.
- Huxley G. L. Early Sparta (англ.). — London: Harvard University Press, 1962. — 164 p. — ISBN 978-0389020400.
- Kõiv M.[эст.]. Ancient Tradition and Early Greek History: The Origins of States in Early-archaic Sparta, Argos and Corinth (англ.). — Tallinn: Avita Publishers, 2003. — ISBN 9985-2-0807-2.
- Niese B. Archelaos 5 :  [нем.] // Paulys Realencyclopädie der classischen Altertumswissenschaft. — Stuttgart : J.B. Metzler[нем.], 1895. — Bd. II,1. — Kol. 446.
- Parke H. W. , Wormell D. E. W. The Delphic Oracle: The History (англ.). — Oxford: Blackwell, 1956.
- Pococke E., Ottley J. B., Rutt J. T. The History Of Greece, From The Earliest Records To The Close Of The Peloponnesian War, Includ. A Sketch Of The Geography Of Greece, And Dissertations ... Age, On The Early Painters And Sculptors (англ.). — Griffin, 1852. — 536 p.